# 安妮特 (加利福尼亞州)
安妮特（英語：Annette）是位於美國加利福尼亞州克恩縣的一個非建制地區。該地的面積和人口皆未知。

## 地理
安妮特的座標為35°39′03″N 119°10′45″W / 35.65083°N 119.17917°W，而該地的平均海拔高度為670米（即2198英尺）。